# Caduta dei Titani
La caduta dei Titani (in danese: Titanernes fald), anche noto con il titolo Titanomachia, è un dipinto a olio del pittore neerlandese Cornelis van Haarlem, realizzato tra il 1588 e il 1590. L'opera fa parte della collezione della galleria nazionale d'arte (Statens Museum) di Copenaghen, in Danimarca. È un'opera ambiziosa del manierismo di Haarlem, nonché una dimostrazione dell'abilità dell'artista di ideare e raffigurare un gran numero di pose per dei nudi maschili.
L'opera venne acquistata dal re Cristiano IV di Danimarca nel 1621 e, assieme alla maggior parte della collezione reale, divenne di proprietà pubblica dello Statens Museum nel diciannovesimo secolo.

## Descrizione
Nella mitologia greca, i Titani appartenevano alla seconda generazione degli esseri viventi, in quanto discendenti dalle divinità primordiali e nati prima degli Olimpi. Stabilitisi sul monte Otri, tra i Titani figuravano i primi dodici figli di Gaia (la madre Terra) e Urano (il padre Cielo). Governarono durante la leggendaria età dell'oro, e costituirono anche il primo pantheon di divinità greche.
Così come il titano Crono aveva rovesciato suo padre Urano, i Titani furono rovesciati dai figli di Crono (Zeus, Ade, Poseidone, Estia, Era e Demetra), le divinità principali dell'Olimpo, nella Titanomachia, alla fine della quale vennero imprigionati nel Tartaro, l'inferno della mitologia greca. Il dipinto raffigura il loro arrivo nel Tartaro.
I Titani cadono dal cielo, simboleggiato dalla luce in alto, e precipitano negli abissi bui e infernali: l'intera scena è piena di figure maschili nude dipinte in stile manierista, alcune in primo piano e altre che cadono sullo sfondo. Uno di loro impugna un bastone dalla punta accesa, come una torcia. Le figure hanno dei fisici scultorei, dai muscoli e dai glutei gonfi, e sui loro volti si leggono delle espressioni spaventate e confuse. La fauna dell'oltretomba comprende almeno due cani (rispettivamente in basso a sinistra e in basso a destra) e alcuni insetti, farfalle o libellule, che per lo più coprono le parti intime dei Titani. Questi insetti hanno delle dimensioni più grandi del normale e costituiscono un rovesciamento del simbolismo classico, dato che nell'antica Grecia la farfalla era un simbolo dell'anima. Secondo una curatrice del museo copenaghense, Eva de la Fuente Pedersen, un tempo gli insetti erano associati al fuoco e si credeva che nascessero dalle fiamme in quanto sono attratti dalla luce.